# Galina Bałaszowa
Galina Andrejewna Bałaszowa (ros. Галина Андреевна Балашова, ur. 4 grudnia 1931 w Kołomnie – radziecka architektka, pracownica OKB-1, projektantka wnętrz radzieckich i rosyjskich statków kosmicznych.

## Kariera
Bałaszowa ukończyła Moskiewski Instytut Architektury (ros. Московский архитектурный институт) w 1955 roku i podjęła pracę w mieście Kujbyszew (dziś Samara). Pracowała tam przy usuwaniu dekoracji z projektów z okresu stalinowskiego, które uznano za zbyt dekadenckie.
Po ślubie w 1957 roku przeprowadziła się znów w pobliże Moskwy do dzisiejszego Korolowa, gdzie mieszka do dziś. Podjęła pracę w OKB-1, jej pierwszymi zadaniami były m.in. projekty domów dla pracowników biura. W 1963 roku poproszono ją o wykonanie koncepcji wnętrz do projektowanego statku kosmicznego Sojuz, Siergiej Korolow główny konstruktor radzieckiego programu kosmicznego zaakceptował jej propozycje i skierował do pracy przy projektowaniu statku kosmicznego. Od 1964 pracowała przy projekcie radzieckiego księżycowego pojazdu orbitalnego.

W czasie swojej pracy na potrzeby m.in. programów Sojuz, Salut i stacji kosmicznej Mir] Bałaszowa wykonywała koncepcyjne akwarele wnętrz, paneli sterowania i wyposażenia czy analizy ergonomiczne i projekty poszczególnych elementów wyposażenia, a także projektowała emblematy misji i pamiątkowe przypinki, typografię i znaczki pocztowe towarzyszące misjom kosmicznym. Była także konsultantką w programie Buran. Przez wiele lat nie doczekała się uznania za swój wkład w radziecki program kosmiczny, czego przykładem może być przejęcie przez rząd radziecki w 1973 roku praw do projektu przypinki, późniejszego emblematu misji Sojuz-Apollo bez uwzględnienia autorstwa Bałaszowej. Nie była ona również oficjalnie zatrudniona jako architekt, a jedynie jako inżynier, sama była wtedy zadowolona ze swojej nieformalnej pozycji.
Ponieważ nie istniał specjalny departament architektury czy archiwum, które mogłoby przechować projekty architektoniczne związanie z radzieckim programem kosmicznym, pozwolono Bałaszowej zabrać rysunki do domu. Pozostawały one ściśle tajne do 1991 roku, kiedy to Bałaszowa przeszła na emeryturę. Po przejściu na emeryturę wróciła do malowania akwarel, część sprzedała aby dorobić do emerytury.
Głównym celem projektów Bałaszowej było harmonijne ukształtowanie przestrzeni, którą użytkować mieli kosmonauci. Zależało jej na uczynieniu wnętrz bardziej przytulnymi aby poprawić komfort ich użytkowania. Jedną z wprowadzonych przez nią zasad było zachowanie konwencji podłogi i sufitu we wnętrzu statku, przy pomocy zastosowania odpowiednich kolorów, ciemniejszych na "podłodze" i jaśniejszych na "suficie" wnętrza. W projekcie radzieckiego księżycowego pojazdu orbitalnego jednak zaproponowała przestrzeń pozbawioną orientacji.
Kilka jej akwarel poleciało w kosmos na pokładzie statków kosmicznych Sojuz, jako dekoracje wnętrza, były to krajobrazy, akwarele te uległy zniszczeniu podczas powrotów kapsuł na ziemię, ponieważ znajdowały się w module orbitalnym. Zwyczaj zabierania obrazów w na pokład statków kosmicznych i stacji orbitalnych przyjął się wśród kosmonautów.

## Publikacje i wystawy
W 2015 ukazał się monograficzny album o twórczości Bałaszowej pt.: Galina Balashova: Architect of the Soviet Space Programme. Autorem albumu jest architekt Philipp Meuser. Także w 2015 roku miała miejsce wystawa pod tym samym tytułem w Niemieckim Muzeum Architektury (niem. Deutsches Architekturmuseum) we Frankfurcie nad Menem.